# Nature Communications
Nature Communications (nach ISO 4 abgekürzt Nat. Commun.) ist eine begutachtete wissenschaftliche Open-Access-Fachzeitschrift, die seit 2010 von der Nature Publishing Group herausgegeben wird.
Die Zeitschrift agiert unabhängig von der Schwesterzeitschrift Nature und publiziert Arbeiten zu allen wissenschaftlichen Themengebieten, insbesondere den Naturwissenschaften. Zu den Themenschwerpunkten zählen v. a. die Biologie, die Physik, die Chemie und die Geowissenschaften. Neben Themen, die nicht von weiteren spezialisierten Zeitschriften der Nature Group abgedeckt werden, veröffentlicht die Zeitschrift vor allem auch fächerübergreifende Forschungsarbeiten, z. B. aus der Biophysik, dem Bioengineering, der chemischen Physik und der Umweltwissenschaften.
Der Impact Factor lag gemäß Journal Citation Reports im Jahr 2021 bei 17,694. Damit lag das Journal bei dem Impact Factor auf Rang 6 von 134 wissenschaftlichen Zeitschriften in der Kategorie „multidisziplinäre Wissenschaften“.
Google Scholar listet die Zeitschrift als Nr. 6 der englischsprachigen Wissenschaftszeitschriften auf.